# Вільям-Роберт Ведер
Вільям-Роберт Ве́дер (нід. William Robert Veder; нар. 26 травня 1926, Амстердам) — нідерландський славіст.

## Біографія
Закінчив Утрехтський університет (Нідерланди). Професор Неймегенського (Нідерланди, 1980—1988) та Амстердамського (1988—1998) університетів, водночас від 1987 — член редакторської ради «Гарвардської бібліотеки давньої української літератури». Наукові дослідження у галузі текстології й кодикології церковнослов'янських середньовічних рукописів, зокрема Ізборника князя Святослава 1076. Співвидавець тому «The edificatory prose of Kievan Rus» («Повчальна проза Київської Русі», 1994) та один із редакторів перекладених англійською мовою творів «Оборона церковної єдності» Л. Кревзи і «Палінодія» З. Копистенського (обидва — 1995; усі — Кембридж).